# Festungsbahn Salzburg
47°47′45″N 13°2′46″Ø / 47.79583°N 13.04611°Ø
Festungsbahn Salzburg (på dansk: Salzburg Fæstningsbane) er en kabelbane i byen Salzburg i Østrig. Banen er den ældste offentlige kabelbane i Østrig. Banen drives af Salzburg Lokalbaner. Man skal ikke forveksle Festungsbahn Salzburg med den væsentligt ældre private kabelbane Reißzug (skrives af og til Reiszug), som fragter varer og andet gods til Festung Hohensalzburg. Denne kabelbane menes at stamme fra enten 1495 eller 1504.

## Begyndelsen
I april 1892 påbegyndtes bygningen af Festungsbahn Salzburg, der førte fra byen og op til Festung Hohensalzburg, der på daværende tidspunkt rummede en militærforlægning.

Banen blev anlagt som en vandballastdrevet bane, der blev drevet ved, at de to vogne indbyrdes var forbundet med et kabel, således at når den øverste vogn kørte ned trak den samtidig den anden vogn op. For at sikre sig, at øverste vogn altid var tungest blev der pumpet vand ind i en indbygget tank på vognen, som så kørte ned. Ved bunden tømtes denne vogn atter og det kunne herefter starte forfra, nu med den anden vogn øverst.
Banen åbnede allerede i juli 1892 og var fra starten anlagt med en tandstang som midterste skinne, idet det derved var muligt gennem et tandhjul heri at bremse vognene under nedkørslen.
Banen kom med nød og næppe gennem de svære tider som følge af kriseårene i 1920'erne samt eftervirkningen af de to verdenskrige.
Vandballastsystemet gjorde, at banen måtte indstille driften når vinteren satte ind, så den 18. oktober 1959 kørte den sin sidste tur med denne fremdrivningsform. Kabelbanen genåbnede den 16. april 1960, nu som fuldt elektrificeret og med to helt nye passagervogne.
Dalstationen blev renoveret og ombygget i 1974 og i 1976 fik Topstationen samme tur. I starten af 1990'erne var både vognene og hele baneanlægget så slidt, at man valgte at udskifte stort set alt. Så den 11. april 1992 åbnede den nyrenoverede Festungsbahn Salzburg på strækningen mellem byen og Festung Hohensalzburg.
I perioden januar - april 2011 blev banen atter moderniseret med to nydesignede vogne og en udskiftning af det elektriske materiel. For publikum betød dette, at turen med banen havde større værdi, idet de nye vogne havde panoramavinduer med frit udsyn til Salzburg.

## Tekniske data

### Linjen
- Længde: 198,5 m
- Højdeforskel fra top til bund: 102 m
- Maximale stigning: 62 %
- Sporvidde: 1.040 mm
- Kablets (stålwirens) tykkelse: 25 mm
- System: Étsporsbane med vigespor midtvejs

### Driften
- Driftspænding: Drejestrømsreguleret 400 Voltsanlæg
- Effekt: 225 kW
- Normalhastighed: 4 m/s
- Max. hastighed: 5 m/s
- Hydraulisk skivebremse

### Vognene
- Max. passagertal pr. vogn: 55 personer
- Kapacitet: 1.850 personer i timen i begge retninger
- Årlig kapacitet: 1,7 millioner personer
- Længde: 9,3 m
- Bredde: 1,9 m
- Lastevne: 5580 kg
- Byggeår: 2011

## Links
- Banens hjemmeside Arkiveret 18. december 2008 hos  Wayback Machine
- Funimag-artikel om Festungsbahn Salzburg Arkiveret 4. juni 2011 hos  Wayback Machine
- Festungsbahn Salzburg på Lift-World Arkiveret 5. marts 2016 hos  Wayback Machine